# دارغان‌آتا
دارغان‌آتا  (به ترکمنی: Darganata، دارغان‌آتا) یک منطقه مسکونی در ترکمنستان است که در استان لب آب واقع شده است.
در ۱۴ مه ۲۰۰۳، نام شهر، به بیرآتا (به ترکمنی: Birata، بیرآتا) تغییر پیدا کرد، و در ۲۷ نوامبر ۲۰۱۷، نام شهر به نام اصلی خویش، «دارغان‌آتا» برگردانده شد.